# Баулы
Баулы (бенг. বাউল, хинди बाऊल) — бенгальские менестрели-мистики. Баулы одновременно являются синкретическим религиозным движением бхакти и музыкальной традицией. Представляют собой крайне неоднородную группу, имеющую множество ответвлений. Большинство баулов являются либо вайшнавами, либо суфиями. Баулов можно узнать по специфическому стилю одежды и особым музыкальным инструментам.
Об их происхождении известно крайне мало. Первые упоминания о баулах можно встретить в бенгальских текстах XV века.
Хотя баулы — сравнительно немногочисленная группа, они оказали заметное влияние на культуру Бенгалии. Музыка баулов оказала огромное влияние на творчество Рабиндраната Тагора. В 2005 году ЮНЕСКО включило баулов в список Шедевров устного и нематериального культурного наследия.

## Используемые инструменты
- Анандалахари
- Дуги (барабан)
- Флейта

## Известные последователи
- Пурна Даса Баул Самрат[англ.]